# Comuna Podcrkavlje, Slavonski Brod-Posavina
Podcrkavlje este o comună în cantonul Slavonski Brod-Posavina, Croația, având o populație de 2.553 de locuitori (2011).

## Demografie
Componența etnică a comunei Podcrkavlje
     Croați (98,82%)
     Necunoscut (0%)
     Neclasificat (0,94%)
Componența confesională a comunei Podcrkavlje
     Catolici (97,92%)
     Necunoscută (0,43%)
     Alte religii (1,65%)
Conform recensământului din 2011, comuna Podcrkavlje avea 2.553 de locuitori. Din punct de vedere etnic, majoritatea locuitorilor (98,82%) erau croați. Din punct de vedere confesional, majoritatea locuitorilor (97,92%) erau catolici. Pentru 0,43% din locuitori nu este cunoscută apartenența confesională.